# Šózó Fudžii
Šózó Fudži (japonsky:藤猪省太}, (* 11. května 1950, prefektura Kagawa), je bývalý japonský reprezentant v judu, který bojoval ve střední váhové kategorii. Je prvním čtyřnásobným mistrem světa v judu v historii.

## Osobní život
Jeho život je spjat s univerzitou v Tenri, kde studoval a po skončení aktivní kariéry učí jako profesor.
V roce 2008 se účastnil olympijských her v Pekingu jako rozhodčí.

## Kariéra
Pokud byl Fudžii považován za jednoho z nejlepších judistů v 70. letech 20. století tak měl nehoráznou smůlu na účast na olympijských hrách. Kvůli zdravotním problémům musel vynechat dva olympijské turnaje a v účasti na třetím mu zabránila politická situace. Fudžií byl znám především technikou seoi-nage, kterou měl na svoji dobu velmi dobře propracovanou a slavil by s ní úspěch i v dnešní době. Naopak jeho slabinou byl boj na zemi (ne-waza).

### Olympijské hry
Při japonské kvalifikaci na LOH 1972 v Mnichově si poranil koleno a musel přenechat místo Sekinemu. V roce 1976 měl problémy s loktem a opakoval se stejný scénář jako před čtyřmi lety. Když už se měl loučit s kariérou na LOH 1980 přišla před hrami studená sprcha v podobě bojkotu Japonska a dalších států sympatizujících s USA olympijských her konaných v Sovětském svazu.

### Mistrovství světa
Je čtyřnásobným mistrem světa z let 1971, 1973, 1975 a 1979. Mistrovství světa v roce 1977 se nekonalo.